# 吉爾博阿鎮區 (印地安納州本頓縣)
吉爾博阿鎮區（英語：Gilboa Township）是位於美國印地安納州本頓縣的一個行政鎮區。

## 地方資料
根據2010年美國人口普查的數據，吉爾博阿鎮區的面積為93.10平方千米，當中陸地面積為93.10平方千米，而水域面積為0.00平方千米。當地共有人口250人，而人口密度為每平方千米2.69人。